# Hrabstwo Miami (Indiana)

Piramida wieku hrabstwa

Hrabstwo Miami (ang. Miami County) – hrabstwo w stanie Indiana w Stanach Zjednoczonych.

## Geografia
Według spisu z 2010 roku obszar całkowity hrabstwa obejmuje powierzchnię 377,39 mili2 (977,44 km²), z czego 373,84 mili2 (968,24 km²) stanowią lądy, a 3,55 mili2 (9,19 km²) stanowią wody. Według szacunków United States Census Bureau w roku 2012 miało 36 486 mieszkańców. Jego siedzibą administracyjną jest Peru.

### Miasta
- Amboy
- Bunker Hill
- Converse
- Denver
- Peru
- Macy
- Mexico (CDP)